# Ксьонжениці (Великопольське воєводство)
Ксьонжениці (пол. Książenice) — село в Польщі, у гміні Ґрабув-над-Просною Остшешовського повіту Великопольського воєводства.
Населення — 585 осіб (2011).

## Демографія
Демографічна структура станом на 31 березня 2011 року:
|          | Загалом | Допрацездатний вік | Працездатний вік | Постпрацездатний вік |
| -------- | ------- | ------------------ | ---------------- | -------------------- |
| Чоловіки | 299     | 75                 | 205              | 19                   |
| Жінки    | 286     | 76                 | 169              | 41                   |
| Разом    | 585     | 151                | 374              | 60                   |